# Quién sabe dónde
Quién sabe dónde va ser un programa de telerealitat presentat per Paco Lobatón i emès per Televisió Espanyola entre 1992 i 1998, la finalitat de la qual era trobar persones desaparegudes. Va ser un dels programes de major popularitat i audiència de la dècada dels noranta en Espanya, i també va rebre diversos premis com el TP d'Or.

## Història
La idea original del programa sorgeix d'una proposta del diputat del CDS Francisco Javier Moldes Fontán el 1989, acceptada pel Congrés dels Diputats i que el PSOE va presentar a Televisió Espanyola el 1990. També s'ha considerat una adaptació del programa italià Chi l'ha visto?, estrenat per la RAI el 30 d'abril de 1989.
Després de diferents esborranys de guió i preproducció durant l'any 1991, el programa es va estrenar el 5 de març de 1992 en TVE 2, sent presentat i dirigit per Ernesto Sáenz de Buruaga. A partir de la seva segona temporada, estrenada a l'octubre de 1992, va passar a emetre's en prime time de TVE 1, substituint Paco Lobatón a Buruaga. Es va acomiadar d'antena al juny de 1998, després que el programa fos vetat per TVE, seguint instruccions del Govern de José María Aznar i d'alts càrrecs provinents del franquisme, per començar a investigar la trama de bebès robats. Aquesta trama era coneguda des de 1982 per un article a Interviú, però va passar desapercebuda per a l'opinió pública fins a 2011 (oficialment la causa va ser que la productora de Lobatón, Redacció 7, i la cadena no arribessin a un acord de renovació).
Al llarg de la història del programa es van presentar 2.750 casos de desapareguts, dels quals un 70% van ser resolts.
El 2015, torna el format a TVE, amb Paco Lobatón com a presentador, sent una secció del magazín La mañana de La 1.
El gener de 2018, el programa torna al prime time La 1 sota el nom de Desaparecidos, i presentat per Silvia Intxaurrondo i copresentat per Paco Lobatón. El programa va ser retirat a l'abril del mateix any per les seves baixes audiències.

## Format
En cada programa es donaven a conèixer els casos de ciutadans desapareguts que eren buscats pels seus afins. Al llarg de l'espai es mostraven imatges, reportatges i entrevistes en directe amb els familiars dels desapareguts, apel·lant a l'audiència a col·laborar i aportar informació per a la seva localització.

## Audiències
Al llarg de la seva història el programa va fer una mitjana d'un 33% de quota de pantalla, sent líder habitual en la seva franja horària.
L'espai va aconseguir els seus millors registres el 1993, coincidint amb el "Cas de les nenes d'Alcàsser". El 24 de març de 1993 va aconseguir situar-se com el programa d'emissió regular més vist de l'any, amb 9.085.000 espectadors i un 54,0% de share. va situar 23 de les seves emissions entre els 50 programes més vists de l'any.

### Programes

#### Primera temporada
| N.º (sèrie) | N.º (temp.) | Títol                                           | Data d'emissió     | Audiència      |
| --- | ----------- | ----------------------------------------------- | ------------------ | -------------- |
| 1 | 1           | «Niños desaparecidos»                           | 5 de març de 1992  | Sense anunciar |
| 2 | 2           | «Desaparecidos en el mar»                       | 12 de març de 1992 | Sense anunciar |
| 3 | 3           | «David Guerrero, el niño pintor de Málaga»      | 19 de març de 1992 | Sense anunciar |
| Amb la intervenció de pares i germans de David Guerrero; Eduardo Úrculo (pintor); directora del col·legi i tutor de David Guerrero; Octavio Aceves (vident); Enrique Martínez Reguera (psicòleg); i Juan Luis Allende del Campo (grafòleg). |             |                                                 |                    |                |
| 4 | 4           | «Los que se fueron a por tabaco»                | 26 de març de 1992 | Sense anunciar |
| 5 | 5           | «Traficantes de esperanzas: las sectas»         | 2 d'abril de 1992  | Sense anunciar |
| Amb la intervenció de José Rodríguez (periodista); María Rosa Boladera (presidenta de l' Asociación Pro Juventudes); Antonia Montero i al seva filla Sara Garcés, que va pertànyer a una secta; John Caban (crític de les sectes de la cienciologia); Juan Manuel del Pozo (diputat del PSOE); i Manuel García, que va estar integrat als Humanistas de León. |             |                                                 |                    |                |
| 6 | 6           | «Secuestros»                                    | 9 d'abril de 1992  | Sense anunciar |
| Amb la intervenció de Melodie Nackachian i els seus pares; Enrique Castro; Javier Rupérez; Ángel María Ruiz (abogado); i Fernando Claramunt (psiquiatra). |             |                                                 |                    |                |
| 7 | 7           | «OVNI: se los llevaron»                         | 16 d'abril de 1992 | Sense anunciar |
| 8 | 8           | «Misterios sin resolver: el niño de Somosierra» | 23 d'abril de 1992 | Sense anunciar |
| 9 | 9           | «Cadáveres sin identificar»                     | 30 d'abril de 1992 | Sense anunciar |
| Amb la intervenció de María Castellano Arroyo (catedràtica de Medicina Legal de la Universitat de Saragossa); Marisol Rodríguez Calvo (professora de Medicina Legal de la Universitat de Santiago de Compostel·la); i Luis Fontela Carreras (forense). Repàs del programa de TVE 112, amb la reconstrucció de la vida d'una dona morta als carrers de Madrid. |             |                                                 |                    |                |
| 10 | 10          | «Mujeres abandonadas»                           | 12 de maig de 1992 | Sense anunciar |
| 11 | 11          | «El niño de Somosierra»                         | 19 de maig de 1992 | Sense anunciar |
| 12 | 12          | «La búsqueda»                                   | 26 de maig de 1992 | Sense anunciar |
| 13 | 13          | «Los bebés del Clínico de Barcelona»            | 2 de juny de 1992  | Sense anunciar |
| 14 | 14          | «Los niños de la fantasía»                      | 9 de juny de 1992  | Sense anunciar |
| 15 | 15          | «La hipótesis»                                  | 16 de juny de 1992 | Sense anunciar |
| 16 | 16          | «Casos resueltos»                               | 23 de juny de 1992 | Sense anunciar |

#### Segona temporada
| N.º (sèrie) | N.º (temp.) | Títol                                            | Data d'emissió         | Audiència      |
| --- | ----------- | ------------------------------------------------ | ---------------------- | -------------- |
| 1 | 1           | «Programa 1»                                     | 14 d'octubre de 1992   | Sense anunciar |
| 2 | 2           | «Programa 2: El caso del navegante desaparecido» | 21 d'octubre de 1992   | Sense anunciar |
| 3 | 3           | «Programa 3»                                     | 4 de novembre de 1992  | Sense anunciar |
| 4 | 4           | «Programa 4»                                     | 11 de novembre de 1992 | Sense anunciar |
| 5 | 5           | «Programa 5»                                     | 18 de novembre de 1992 | Sense anunciar |
| 6 | 6           | «Programa 6»                                     | 25 de novembre de 1992 | Sense anunciar |
| 7 | 7           | «Programa 7»                                     | 2 de desembre de 1992  | Sense anunciar |
| 8 | 8           | «Programa 8»                                     | 9 de desembre de 1992  | Sense anunciar |
| Casos: la cerca de les tres nenes d'Alcàsser, la desaparició d'un nen de deu anys del barri madrileny de Villaverde i el cas d'un asturià de 36 anys que després d'un desengany amorós va marxar de casa fa quatre anys. |             |                                                  |                        |                |
| 9 | 9           | «Programa 9: Las niñas de Alcásser»              | 16 de desembre de 1992 | Sense anunciar |

#### Tercera temporada
| N.º (sèrie)    | N.º (temp.) | Títol                                          | Data d'emissió       | Audiència         |
| -------------- | ----------- | ---------------------------------------------- | -------------------- | ----------------- |
| Sense anunciar | 1           | «Programa 1»                                   | 13 de gener de 1993  | 8 456 000 (56,4%) |
| Sense anunciar | 2           | «Programa 2»                                   | 20 de gener de 1993  | Sense anunciar    |
| Sense anunciar | 3           | «Programa 3»                                   | 26 de gener de 1993  | 7 435 000 (43,1%) |
| Sense anunciar | 4           | «Programa 4: Salvadora Cordero y Juan Marañón» | 3 de febrer de 1993  | 8 800 000 (54,9%) |
| Sense anunciar | 5           | «Programa 5»                                   | 10 de febrer de 1993 | 6 896 000 (44,4%) |
| Sense anunciar | 6           | «Programa 6: Antonio Carlos»                   | 17 de febrer de 1993 | 7 579 000 (48,7%) |
| Sense anunciar | 7           | «Programa 7: el trágico final de Susana Ruiz»  | 3 de març de 1993    | 8 980 000 (56,6%) |

## Premis
- TP d'Or al Millor Programa de documentals i debat el 1992 i 1993.
- TP d'Or al Millor Programa de reportatges, debat i documentals el 1994.
- Premi ASET-94 al director del programa
- Premi GECA Rècord d'Audiència el 1995 en categoria de magazins.